# 第8親衛諸兵科連合軍 (ロシア陸軍)
第8親衛諸兵科連合軍（だい8しんえいしょへいかれんごうぐん、ロシア語: 8-я гвардейская общевойсковая армия）は、ロシア陸軍の軍。南部軍管区隷下。
ドンバスの親ロシア派分離主義勢力の第1軍団と第2親衛軍団も部隊の指揮下に置いていた。

## 概要

### 第二次世界大戦
1942年7月10日、第二次世界大戦の影響に伴い、赤軍の第7予備軍を基幹に第62軍としてロシア・ソビエト連邦社会主義共和国で創設された。
1942年7月から独ソ戦に投入され、枢軸国に勝利し、名誉称号「親衛隊」を授与され、第8親衛軍に改称された。 
1945年7月、戦後は占領軍としてドイツ東部の占領地域（後の東ドイツ）に移駐した。

### 冷戦

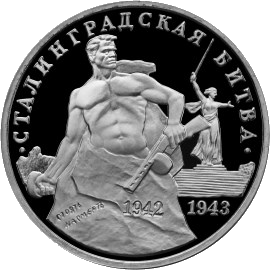
記念コイン

1968年2月、レーニン勲章を授与された。

### ロシア陸軍
1992年5月、ソビエト連邦の崩壊とロシアの独立で創設されたロシア陸軍に編入した。
1993年6月、ロシア・ヴォルゴグラード州に移駐し、部隊縮小に伴い、第8親衛軍団に改編された。 
1994年12月から第一次チェチェン紛争に投入され、1998年5月に解隊された。
2017年6月、ドンバス戦争の影響に伴い、第8親衛諸兵科連合軍としてロストフ州で再編された。

### ロシアのウクライナ侵攻

#### 東部・南ドネツク戦線
2022年2月24日、ロシアのウクライナ侵攻ではドネツク人民共和国に配備され、第150自動車化狙撃師団が第1軍団隷下の第3独立親衛自動車化狙撃旅団、第100独立親衛自動車化狙撃旅団、スパルタ大隊と合同で攻勢を開始し、3月に東部ドネツィク州ヴォルノヴァーハを占領した。

#### 東部・マリウポリ戦線
2022年3月、第150自動車化狙撃師団が激戦地の東部ドネツィク州マリウポリ地区で攻勢を開始し、クリミア共和国から進軍してきた友軍と合流してマリウポリを包囲し、5月にマリウポリを占領したが、オレグ・ミチャーエフ師団長、第68親衛戦車連隊のウラジーミル・ブカトキン連隊長が戦死した。

#### 東部・セベロドネツク戦線
2022年5月、激戦地の東部ルハーンシク州セヴェロドネツィク地区に再配置され、第2親衛軍団、第5諸兵科連合軍、第58諸兵科連合軍、第1軍団、第90親衛戦車師団と合同で攻勢を開始し、第150自動車化狙撃師団が壊滅したが、7月までにセヴェロドネツィク、リシチャンシクを占領してロシア軍はルハーンシク州全域を占領した。

#### 南部・ムィコラーイウ戦線
2022年2月、第20親衛自動車化狙撃師団が南部ムィコラーイウ州ムィコラーイウで攻勢を開始したが、ウクライナ軍の防御が強固で第20師団が南から正面攻撃を継続し、第49諸兵科連合軍隷下の第34独立山岳狙撃旅団、第205独立自動車化狙撃旅団が迂回して北からムィコラーイウ包囲を試みたがボズネセンスクで撃退され、第20師団も第33自動車化狙撃連隊のユーリ・アガルコフ連隊長が戦死して撃退された。

#### 南部・ヘルソン戦線
2022年7月、第20親衛自動車化狙撃師団が南部ヘルソン州ヘルソン地区に配備されていたが、ウクライナ軍のHIMARS攻撃で野戦司令部が破壊され、アレクセイ・ゴロベツ師団長、オレクシー・アヴラムチェンコ副師団長、カナト・ムカトフ副師団長、セルゲイ・ケンス参謀長、第944親衛自走砲連隊のニコライ・コルネリュク連隊長が戦死して師団司令部が全滅した。8月下旬にはウクライナ軍が攻勢を開始し、11月中旬にダヴィディウ・ブリド、ベリスラフ、ヘルソンを解放されてドニエプル川西岸から撤退した。

#### 東部・アウディーイウカ戦線
2023年1月、第150自動車化狙撃師団が東部ドネツィク州ポクロウシク地区に再配置され、第42親衛自動車化狙撃師団、第1軍団隷下の第5独立自動車化狙撃旅団と合同で攻勢を開始したが、マリンカで撃退された。10月には第20親衛自動車化狙撃師団、第150自動車化狙撃師団が攻勢を開始し、12月にマリンカを占領した。

#### 東部・バフムート戦線
2023年2月、第20親衛自動車化狙撃師団が戦略予備として激戦地の東部ドネツィク州バフムート地区に再配置され、占領下のソレダルを防御した。2024年3月には第150自動車化狙撃師団が再配置され、第98親衛空挺師団、第11独立親衛空中強襲旅団と合同で攻勢を開始した。

## 編制
- 第133司令部大隊（ノヴォチェルカッスク）
- 第20親衛自動車化狙撃師団（カムイシン）
- 第150自動車化狙撃師団（ノヴォチェルカッスク）
- 第238親衛砲兵旅団（ロシア語版）（コレノフスク）
- 第47ミサイル旅団（コレノフスク）
- 第78親衛対空ミサイル旅団
- 第33親衛工兵連隊（ヴォルゴグラード）
- 第39NBC防護連隊

## 出身者
- アントーン・ロパーチン
- アンドレイ・モルドヴィチェフ
- イワン・マスレニコフ
- ウラジーミル・コルパクチ
- ニコライ・クルイロフ
- ワシーリー・チュイコフ